# Рундалски дворец
Рундалският дворец (на латински: Rundāles pils; на руски: Рундальский дворец; на немски: Schloss Ruhental) е един от най-забележителните архитектурни паметници от епохата на барока в Латвия. Това е най-ранната запазена творба на руския архитект от италиански произход Бартоломео Растрели. Дворецът се намира в центъра на страната, в историко-културната област Земгале, на 12 км западно от град Бауска и е строен на два етапа – 1736 – 1740 година и 1764 – 1770. Ансамбълът се състои от сградата на двореца и класически парк, край които са прокарани канали. Към него спадат още вътрешен двор, конюшни, стопански постройки и обширен ловен парк. Днес в него се помещава музей, а част от помещенията се използват от президента на Латвия за приемане на високопоставени гости.

## История
Дворцовият ансамбъл е създаден по поръчка на Ернст Йохан Бирон, херцог на Курландия, фаворит на руската императрица Анна Ивановна. Проектът е готов в началото на 1736 година. Осем листа от него се съхраняват в архива на Галерия Албертина във Виена. В тях са включени ситуационен план, проект на двата дворцови етажа, чертежи на четирите фасади и олтара на предвидената, но неизпълнена църква.

### 1736 – 1740
Първият камък на строежа е положен на 24 май 1736 година, строителството се извършва много бързо и е завършено в груб вид през 1737. Майсторите, работниците и художниците са докарани специално за него главно от Санкт Петербург. В процеса на работа участват едновременно по около 1500 души, от които 268 каменоделци. Главните елементи на интериора са на Растрели, а други части от него са изработени от берлинския скулптор Йохан Михаел Граф и италианските художници от Петербург Франческо Мартини и Карло Цуки. Дърворезбите се правят от групата на резбаря А. Камаев, а по интериора работят още руските художници И. Мизинов, И. Пилугин и И. Евдокимов.
През 1738 година в столицата на Курландското херцогство Йелгава започва изграждането на новия Митавски дворец и много от работниците са прехвърлени там. Работата по Рундалския дворец се забавя сериозно и Бирон решава да съкрати и опрости част от тях. Остават да работят само 10 майстора, част от гипсовите мазилки въобще не са изпълнени, а стаите за почивка остават с гладки тавани. Много от готовите детайли за Рундал са превозени в Йелгавския дворец – резбовани врати, готови пана, декоративен паркет, кахлените печки, изработени от австрийски майстори, подготвените от Бартоломео Трасия украси за таваните, чугунени украси, които днес могат да се видят по фасадите на двореца в Йелгава, и много други. През 1740 година там е докаран и готовият олтар, предвиден и изработен за църквата на Рундалския дворец.
След преврата от 20 ноември, когато Бирон е арестуван и изселен в Ярославъл, работата по двореца спира съвсем. От него са изнесени и откарани в Петербург всички декоративни елементи и подготвителни материали. Разбити са голяма част от вече довършените и поставени детайли – врати, паркет, стенни пана и други.

### 1764 – 1770
През 1762 година Ернст Бирон е помилван и през януари 1763 се завръща в Курландия. По двореца започват възстановителни и довършителни работи. Бирон събира главно латвийски майстори и работници. Тук работят дърводелците и дърворезбари Бланк и Екхоф, скулпторът Зибенброд, железарите Шрайбфогел и Хорстман, златарят Йохан Ендрес, керамикът Шефер, ковачът Мемел.
През 1766 година придворен архитект на Курландия става датчанинът Северин Йенсен, който стилово се различава доста от Растрели. Тази разлика се забелязва при вратите на конюшнята, които вместо правоъгълен приемат полукръгъл завършек.
Промяната в интериора на двореца е незначителна. Обединени са 5 малки помещения, които образуват парадната трапезария – Голямата галерия. Създаден е големият бален салон – Бялата зала. От интериора през първия етап на строителството са съхранени двете парадни стълбища, малката галерия, няколко допълнителни галерии и фоайето на първия етаж.
Декоративната облицовка е изпълнена от бригада под ръководството на берлинските скулптори, братята Йохан и Йозеф Граф. Поставени са облицовки в 27 помещения, а в две от стаите на апартамента на херцога и в залата е направена облицовка от изкуствен мрамор. Завършени са паната в Мраморната и Златната зала, където над вратата е изписано 1767 година. Следват Бялата зала, Овалният кабинет, будоарът на херцогинята, а по балюстрадите на стълбищата са поставени 22 мраморни вази. Таваните са изписани от италианските живописци Франческо Мартини и Карло Цуки. В осем помещения са изрисувани само таваните, а в две – стените. Последните довършителни работи са извършени през 1770 година, когато един от помощниците на Граф монтира огледалата в Бялата зала.

### След 1775
В края на 18 век Херцог Пьотър Бирон, син и наследник на Ернст Бирон, продава цялата си собственост в Курландия, включително и Рундалския дворец, на Екатерина II. През 1795 година Курландия е присъединена към Русия и през август императрицата подарява двореца на граф Валериан Зубов. След неговата смърт през 1804 година, той е наследен от Платон Зубов, брат на Валериан и последния фаворит на Екатерина. По-късно владението на двореца преминава в ръцете на неговата вдовица, която през 1824 година се омъжва за граф Андрей Шувалов. От този момент Рундалският дворец става собственост на фамилията Шувалови и продължава да бъде нейно владение до аграрната реформа през 1920 година, когато преминава в ръцете на държавата.

## Дворцова сграда
Целият ансамбъл заема над 60 ха, голяма част от които се пада на ловния парк и разположения на юг от основната сграда френски парк, почти задължителен елемент към бароковите дворци. Дворецът е изграден на два етажа със 138 помещения. Парадните и лични помещения на херцога, както и главните салони, са разположени в централната част на сградата. В западното крило се намират напълно реставрираните жилищни помещения на херцогинята, а в източния са открити за посещения Златната зала, Бялата зала и Голямата галерия.

### Парадни зали
- Златната зала служи за тронна зала на херцога. Декорацията по стените е от изкуствен мрамор и позлатена гипсова мазилка. Изпълнена е от берлинския скулптор Йохан Михаел Граф и създава настроение, подходящо за тържествени приеми. Таванът е изписан от италианските художници Франческо Мартини и Карло Цуки и възвеличава личността на владетеля. Гипсовият таван на преддверието към залата е изпълнен с мотиви от палмови листа и се отнася към групата на белите релефни композиции на Йохан Граф.[6]
- Порцелановата зала е изградена като финален акцент на предната анфилада и е проектирана като противовес на помпозността на Златната зала. В нея са поставени 45 декоративни поставки, върху които са подредени порцеланови изделия от Далечния изток.[6]
- Бялата зала първоначално е предвидена за дворцова църква, но по време на втория строителен период предназначението ѝ е променено и е организирана като бална зала. Гипсовите релефни пана по стените изобразяват различни занимания и символизират четирите сезона, както и четирите основни елемента – земя, въздух, вода и огън.[6]
- Голямата галерия служи като зала за тържествени празненства по време на церемониални приеми. Реставрацията на стенописите по тавана отнема 14 години, а тази на стените е спряна през 1992 година и възобновена през 2010.[6]
- Малката галерия първоначално е замислена като предната част на предвидената църква, но през втория строителен период е променена на галерия. В нея са запазени оригиналните гипсови орнаменти по стените, проектирани още от Растрели.[6]

### Парадни жилищни помещения на херцога
Южната анфилада на централния корпус е образувана от 10 помещения, представляващи парадното жилище на херцога. Пет от тях са преустроени съобразно вкуса и желанията на Ернст Бирон. В тях частично са съхранени елементи от първия строителен период – два орнаментирани паркета, дъбови пана и врати. Четири от помещенията са преработени в стил Класицизъм, в съответствие с модата по времето на херцог Пьотър Бирон. Таваните в 5 от стаите са изрисувани от Мартини и Цуки, четири имат бели гипсови тавани, а в две помещения стените са облицовани с изкуствен мрамор и гипсова замазка, работа на Йохан Граф. До 2011 година е завършена реставрацията на 9 помещения.
- Стаята на розите е посветена на Флора, римската богиня на пролетта и цветята. Стените са розови, на тавана е изобразена самата богиня и като негово продължение по мраморните пана се спускат многоцветни гирлянди от цветя. Паркетът от 1739 година е напълно реставриран.[7]
- Холандският салон е изпълнен в синьо и в него са били изложени платна от холандски художници, включително и картината на Рембранд „Симеон и Ана в храма“. В него се намират и две автентични кресла, които са били подарени от херцог Пьотър на църквата.[7]
- Салонът на владетелите е изпълнен в червено-оранжево. В него са изложени портрети на владетели, тясно свързани с Курландското херцогство. В един от ъглите е запазена автентична кахлена печка.[7]
- Спалнята, в която се намира парадното легло на херцога, е декорирана в зелено. Разположена е централно по отношение на средния корпус и отговаря на планировката на съответния образец във Версай. Темата на стенописите по тавана е обучението на Купидон. Двете кахлени печки в нея са работа на данцигския майстор Готфрид Катер и са от 1740 година. Паркетът на спалнята е направен по ескизи на Растрели, а централният прозорец съвпада с визуалната точка, в която се събират лъчите на алеите в парка.[7]
- Кабинетът за аудиенции е изпълнен в розово, а на тавана са изобразени Венера и Адонис. Големият портрет на курландския херцог Пьотър Бирон, дело на придворния художник Фридрих Хартман Баризен, остава усещането за присъствие на владетеля. В кабинета се намира и една от най-интересните мебели в двореца – скрин, изработен от Жан Анри Ризенер, придворен мебелист на френския крал.[7]

- Италианският салон, изпълнен в синьо, е отражение на увлечението на херцог Пьотър по италианската живопис. По време на едно пътешествие той прекарва доста дълъг период в Болонската академия по изящни изкуства и учредява фонд за провеждане на конкурси за живописци.[7]
- Мраморната зала е ползвана като трапезария за херцога. Облицована е със сиво-син изкуствен мрамор, комбиниран със сини, гипсови, виещи се клончета. В помещението са поставени бюстовете на херцогиня Доротея фон Медем, съпруга на Пьотър Бирон, и двете им дъщери. Във витрините са изложени предмети от сервиза, поръчан от херцог Пьотър в Берлинската кралска фабрика. През 2015 все още предстои реставрация на паркета.[7]
- Билярдната зала е разположена в западния край на централния корпус. Изпълнена е в светло бежово и служи за игрален салон. Таванът е изрисуван по темата за Ябълката на раздора. В нея има билярдна маса, направена по проект от 1770 година и столове за игра на ломбер.[7] Това е нехазартна игра на карти за трима, възникнала в Испания през 16 век и особено популярна в Русия по времето на Екатерина II.[8]

### Лични жилищни помещения на херцога
Личното жилище на херцога заема 10 неголеми помещения, образуващи северната анфилада на централния корпус. Интериорът на две от тях, разположени в края на анфиладата, е отражение на модата по времето на херцозите Зубови и Шувалови. Освен тях апартаментът се състои още от два кабинета, гардероб, три помещения за тоалет. Подовете в тези помещения още от самото начало са дъсчени.
- Тоалетната стая е разположена в центъра на анфиладата, непосредствено зад спалнята на херцога. В средата на тавана ѝ е изобразено посребрено слънце, заобиколено от венец от цветя. Стените са тапицирани с елегантна бежова коприна, а в ъгъла е поставена реставрирана кахлена печка. Предметите в стаята говорят за нейното предназначение – маса и стол за бръснене с тоалетни принадлежности.[9]
- Първият кабинет на херцога е един от така наричаните вътрешни кабинети. Гипсовата украса на тавана се състои от многоцветни гирлянди и райски птици, с посребрени елементи по орнаментите. Стените са облицовани с декорирани памучни тапети, изготвени по образец от 18 век. По тях са закачени картини на ловна тематика, което говори за една от страстите на херцога. Възстановената през 19 век камина е реконструирана по запазени фрагменти.[9]
- Вторият кабинет на херцога е с интересна орнаментирана стенопис, разкрита под четири слоя боя, нанасяна върху стените в по-късни периоди.[9]
- Помещенията за тоалет са декорирани с два вида делфтски керамични плочки, изработени в град Делфт, Нидерландия. В единия те са бели, а в другите два са изрисувани в синьо с библейски сюжети и селски сцени. Типичен за времето хигиенен предмет е фаянсовият умивалник за ръце от 18 век.[9]
- Стаята на Зубови е изпълнена в светлосиньо и представя интериор от 1800 година. Тогава новият собственик на двореца, граф Валериан Зубов, благоустройва двореца с донесени от Петербург мебели в стил Класицизъм. В стаята са изложени портретите на братя Зубови и тяхната покровителка Екатерина II.[9]
- Стаята на Шувалови е изпълнена в червено и е пример за парадния интериор от втората половина на 19 век. Разкошът на обстановката е подчертан от мебелите, изработени в техника Бул.[9] Тази техника включва използването на различни екзотични материали като слонова кост, метал, черупки на костенурки, абаносово дърво и други.[10] На портретите по стените са изобразени собствениците на двореца – двамата братя Пьотър и Павел Шувалови и на различни руски владетели.[9]

### Жилищни помещения на херцогинята
Жилищните помещения на херцогинята заемат част от западното крило. Художествена декорация е предвидена само за две от тях. Украсата на другите стаи се състои от копринени тапети по стените, изящна мебелировка и фини предмети от бита.
- Будоарът на херцогинята е изпълнен в бяло и синьо, с допълнителен алков (ниша в стената). Той става повод да отпадне идеята за изграждане на масивна зидана печка в стаята. Вместо нея, Йохан Граф създава единствената в двореца елегантна гипсова печка, която се вписва чудесно в общата композиция на интериора. Стените са облицовани с декорирани копринени тапети с втъкани дантелени орнаменти в съчетание с цветни букети. В нишата е поставен шезлонг с такава дължина, че да побира и краката. По стените са окачени картини с библейски сюжети, което напомня за религиозността на херцогинята.[11]
- Спалнята е изпълнена в златисто жълто. В нея е поставено копие на леглото, създадено по проект на баварския придворен майстор, архитект Франсоа Кювилие. Две врати водят към тоалетния кабинет и коридора за прислугата.[11]
- Салонът се използва за аудиенции. В него е изложена серия от порцеланови вазички, съдържанието на които които ароматизира въздуха.[11]
- Тоалетната стая е изпълнена в зелено. При нейната реконструкция са ползвани фотографии на гипсовите орнаменти по тавана и запазените фрагменти от стенните пана. От предметите, ползвани за хигиена, са представени вана на крачета, биде и шкаф с порцеланово нощно гърне.[11]
- Кабинетът е със сребристи тапети и в него са поставени витрини с богата колекция от порцеланови предмети, по които е увлечена херцогиня Бенигна Готлиб Бирон, съпругата на Ернст Бирон. Предназначението на помещението се подчертава от присъствието на бюро с прибори за писане.[11]
- Предната стая е предназначена за запознаване с историята на фамилия Бирон. Показани са генеалогични таблици и портрети. Представен е и портрет на главата на рода Ернст Йохан Бирон Курландски.[11]
- Предната тоалетна стая съдържа фоторепродукции на всички известни портрети но херцогиня Бенигна Готлиб, а във витрините са изложени предмети, свързани с нейния живот.[11]

## Френски парк
Френският парк е разположен в южната част на ансамбъла, проектиран е от Растрели, изпълнен е едновременно с главната сграда и заема площ от 10 хектара. Паркът, заедно с двореца и конюшните, е ограден от специално прокопани канали. Въпреки че площта му не е голяма, Растрели успява да организира главна и напречни алеи, пергола и лабиринт-боскет. Боскетът представлява елемент от парковото пространство – терен, гъсто засаден с група дървета и храсти, които чрез подходящо окастряне образуват плътна зелена стена, комбинирана с различни геометрични обеми.
Пред самия дворец са поставени три фонтана, които в края на 18 век вече не работят и са запазени като декоративни езерца. Централният е заобиколен от четири цветни градини с лехи от подрязан чемшир, образуващи различни фигури, алеи и площадки, насипани с трошени тухли и бял мрамор. В наши дни те са реконструирани и поддържани по проекта на Растрели. По краищата са обрамчени с лентовидни цветни лехи, при които два пъти годишно става смяна на цветовете. Всяка година в градината разцъфват около 9000 луковични растения и теменуги.
Единият от боскетите, следвайки проекта на Растрели, е създаден като „зелен театър“ във формата на амфитеатър, който е открит на 11 юли 2004 година с оперната постановка „Риналдо“ на Георг Фридрих Хендел. По затревените стъпаловидни седалки са предвидени 600 места за зрители. Кулисите са оформени от храсти габър, а павилионите са изработени по аналогия с европейските градини.
В парка са организирани още няколко боскета. Холандският съдържа 11000 растения. Главната композиция на Синия е съставена от беседки, обвити с многогодишни растения с бели и светлосини съцветия. В Лилавия, разположен по краищата на централната алея, цъфтят люлякови храсти и вайгели. Останалите боскети са Павилионът под златната ваза, Източният, На цъфтящите дървета, Мемориалният, Игровият, Боскетът на лилиите и Боскетът с овалния павилион.
От двете страни на градините, на площ от почти 1 ха, е създадена голяма розова градина, идеята за която е била да покаже историята на култивирането на рози в Европа. Организирана е като музей за колекции от исторически и съвременни рози, съдържащ над 2500 вида розови храсти, а общият им брой е около 12 000.

## Музей
Музеят в Рундалския дварец е създаден през 1963 година, като филиал на Бауския краеведчески и художествен музей. Става самостоятелен през 1972 година. Главните направления в неговата дейност са реставрация на дворцовия ансамбъл и пресъздаване на експозиции от историческия интериор. Работи като изследователски център на старинното изкуство в Латвия – събират се колекции, организират се изложби и се подготвят публикации. В залите са изложени експонати на приложното изкуство и живописта. Там се провежда и специален фестивал на старинната музика, провеждат се концерти с класическа музика. Оригиналният интериор не е запазен, така че днешните експонати са получени от други музеи.
- Централното стълбище
- Реставрационни работи в Голямата галерия
- Стаята на розите
- Салонът на владетелите
- Италианският салон
- Кабинетът на херцога за аудиенции
- Таванът на тоалетната стая на херцога
- Богинята Флора на тавана на стаята с розите
- В Мраморната зала
- Делфтски керамични плочки
- Доротея фон Медем, съпруга на Пьотър Бирон, и двете им дъщери
- Бенинга Готлиб, съпруга на Ернст Бирон